# Idactus fuscovittatus
Idactus fuscovittatus är en skalbaggsart som beskrevs av Stefan von Breuning 1971. Idactus fuscovittatus ingår i släktet Idactus och familjen långhorningar. Inga underarter finns listade i Catalogue of Life.